# Barbital
Il barbital (o acido 5,5-dietilbarbiturico) è un derivato dell'acido barbiturico, oramai in disuso in campo medico.

## Descrizione
A temperatura ambiente si presenta come un solido cristallino bianco dall'odore caratteristico e dal gusto amarognolo. È un composto nocivo.
L'acido barbiturico fu sintetizzato sul finire del 1863 dal chimico tedesco Adolf von Baeyer, poi premio Nobel, nel corso di studi sull'acido urico per la tesi che lo avrebbe poi abilitato all'insegnamento universitario. Nel 1903 i suoi allievi, i ricercatori dell'industria Bayer, Hermann Emil Fischer e Joseph von Mering, sintetizzarono il derivato recante due gruppi etilici laterali e ne individuarono gli effetti sonniferi sul cane e sull'uomo. Successivamente fu commercializzato dalla Bayer col nome di "Veronal". Ha trovato impiego dal 1903 a metà degli anni trenta come sonnifero, prescritto per curare l'insonnia da eccitabilità nervosa, e fu ritenuto un farmaco notevolmente migliore rispetto ai bromuri usati fino a quel momento, per via dei minori effetti collaterali e del gusto meno sgradevole.
La sintesi consiste in una reazione di condensazione dell'urea con un estere dell'acido dietilmalonico in presenza di etossido di sodio, oppure per aggiunta di ioduro di etile al sale d'argento dell'acido barbiturico.
Una possibile analisi dell'acido barbiturico e dei suoi derivati in preparazioni farmaceutiche, nei tessuti organici e nel sangue si basa sulla misura dell'intensità del colore blu che si produce per trattamento del campione con sali di cobalto (solitamente il nitrato o l'acetato) in un mezzo alcalino anidro (solitamente isopropilammina o dietilammina).
Il suo sale sodico (barbitale sodico, veronal sodico, barbitone sodico - formula bruta C8H11N2NaO3, n° CAS 144-02-5) è più solubile in acqua (1:5 invece che 1:160) e pertanto più utilizzato nelle preparazioni farmaceutiche.